# Villicharixa pilosissima
Villicharixa pilosissima är en mossdjursart som först beskrevs av Moyano 1982.  Villicharixa pilosissima ingår i släktet Villicharixa och familjen Electridae. Inga underarter finns listade i Catalogue of Life.